# ルーマニア語の点字
ルーマニア語の点字 (Alfabetul Braille) はルーマニア語の表記に使われる点字体系。基本ラテン文字は英語の点字と共通で、それに独自の文字が追加されている。

## 相違点
| 文字 | Ă/ă | Â/â | Î/î | Ş/ş | Ţ/ţ |
| 点字 |     |     |     |     |     |